# Marek Erhardt
Marek Erhardt (Hamburg, 9. svibnja 1969.) njemački je glumac i pjevač. Sin je redatelja Gere Erhardta te unuk glumca, komičara i glazbenika Heinza Erhardta.

## Životopis
Godine 1990. Marek Erhardt napustio je gimnaziju tri tjedna prije državne mature i otišao u New York, gdje je godinu dana pohađao nastavu u glumačkome studiju Herbert Berghoff.
Prvi zapaženi glumački angažman dobio je 1991. kada je bio angažiran i potom osam godina tumačio ulogu recepcionera Rüdigera Kisslinga u ZDF-ovoj televizijskoj seriji Freunde fürs Leben (hrv. Prijatelji do kraja života). Od 1989. do 2008. godine često je gostovao i u ARD-ovoj TV-seriji Großstadtrevier, u kojoj je glumio ulogu Bernda Klingera u sedam epizoda. Za nastup u televizijskom filmu Der rote Vogel (hrv. Crvena ptica) nagrađen je 1994. njemačkom televizijskom nagradom Telestar.
Od godine 1997. Erhardt je bio angažiran i u nekoliko epizoda dugovječne ZDF-ove TV-serije Das Traumschiff (hrv. Brod snova): u toj je popularnoj TV-seriji posljednji put nastupio 2013. kao Julian Helfer u 70. epizodi "Malezija", u kojoj je i Siegfried Rauch posljednji put nastupio kao kapetan broda. Od 2007. do 2011. glumio je višeg inspektora Ollija (Olivera) Kottkea u ZDF-ovoj policijskoj seriji Da kommt Kalle (hrv. Dolazi Kalle). U ljeto 2011. glumio je naslovnu ulogu u predstavi Der Ölprinz (hrv. Kralj petroleja) na 60. Igrama Karla Maya (njem. Karl-May-Spiele) u Bad Segebergu.
Marek Erhardt nastupa i kao pjevač njemačkoga DJ-projekta Nightwatchers.

## Glumačka ostvarenja (izbor)

### Filmovi
- 1998.: Der Schöpf
- 2002.: Der kleine Tannenbaum
- 2007.: Der Sandmann
- 2015.: Star Wurst – Möge das Herz bei Euch sein

### Kazališne predstave
- 1990. – 1991.: Romeo i Julia, Kazalište Hamburg
- 1992.: Mnogo vike ni za što, kazališna turneja
- 1999.: Oh, diese Männer, kazališna turneja
- 2011.: Der Ölprinz,  Karl-May-Spiele, Bad Segeberg

## Vanjske poveznice
- Marek Erhardt – službene mrežne stranice (njem.)
- Marek Erhardt u internetskoj bazi filmova IMDb-u (engl.)